# René Bourque

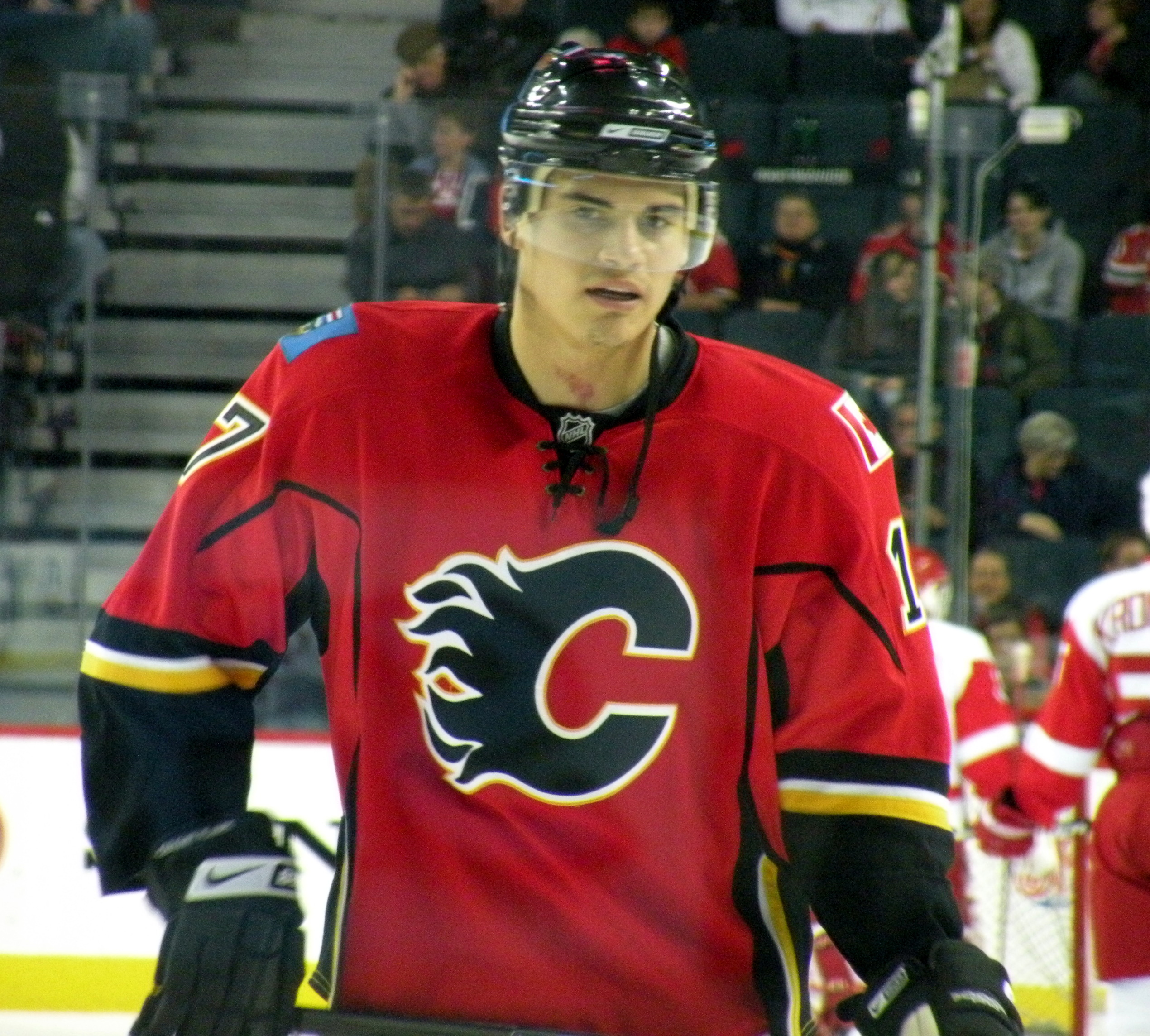
René Bourque i Calgary Flames.

René Gary Wayne Bourque, född 10 december 1981, är en kanadensisk före detta professionell ishockeyspelare.
Under sin karriär spelade Bourque i Chicago Blackhawks, Calgary Flames, Montreal Canadiens, Anaheim Ducks, Columbus Blue Jackets och Colorado Avalanche i NHL och Djurgårdens IF i SHL.
Bourque har även spelat i ett världsmästerskap för Kanada, våren 2010. Där stod den hårt spelande forwarden för två poäng på sju matcher.
29 augusti 2017 skrev han på ett ettårskontrakt med Djurgårdens IF för spel i SHL säsongen 2017–18, som skulle bli hans sista i karriären.

## Statistik

### Klubbkarriär
| 1999–00    | St. Albert Saints     | AJHL       | 63  | 44  | 41  | 85  | 113 | —  | —  | — | —  | —  |
| 2000–01    | Wisconsin Badgers     | WCHA       | 32  | 10  | 5   | 15  | 18  | —  | —  | — | —  | —  |
| 2001–02    | Wisconsin Badgers     | WCHA       | 38  | 12  | 7   | 19  | 26  | —  | —  | — | —  | —  |
| 2002–03    | Wisconsin Badgers     | WCHA       | 40  | 19  | 8   | 27  | 54  | —  | —  | — | —  | —  |
| 2003–04    | Wisconsin Badgers     | WCHA       | 42  | 16  | 20  | 36  | 74  | —  | —  | — | —  | —  |
| 2004–05    | Norfolk Admirals      | AHL        | 78  | 33  | 27  | 60  | 105 | 6  | 1  | 0 | 1  | 8  |
| 2005–06    | Chicago Blackhawks    | NHL        | 77  | 16  | 18  | 34  | 56  | —  | —  | — | —  | —  |
| 2006–07    | Chicago Blackhawks    | NHL        | 44  | 7   | 10  | 17  | 38  | —  | —  | — | —  | —  |
| 2007–08    | Chicago Blackhawks    | NHL        | 62  | 10  | 14  | 24  | 42  | —  | —  | — | —  | —  |
| 2008–09    | Calgary Flames        | NHL        | 58  | 21  | 19  | 40  | 70  | 5  | 1  | 0 | 1  | 22 |
| 2009–10    | Calgary Flames        | NHL        | 73  | 27  | 31  | 58  | 88  | —  | —  | — | —  | —  |
| 2010–11    | Calgary Flames        | NHL        | 80  | 27  | 23  | 50  | 42  | —  | —  | — | —  | —  |
| 2011–12    | Calgary Flames        | NHL        | 38  | 13  | 3   | 16  | 41  | —  | —  | — | —  | —  |
| 2011–12    | Montreal Canadiens    | NHL        | 38  | 5   | 3   | 8   | 27  | —  | —  | — | —  | -  |
| 2012–13    | Montreal Canadiens    | NHL        | 27  | 7   | 6   | 13  | 32  | 5  | 2  | 1 | 3  | 10 |
| 2013–14    | Montreal Canadiens    | NHL        | 63  | 9   | 7   | 16  | 32  | 17 | 8  | 3 | 11 | 27 |
| 2014–15    | Montreal Canadiens    | NHL        | 13  | 0   | 2   | 2   | 6   | —  | —  | — | —  | —  |
| 2014–15    | Hamilton Bulldogs     | AHL        | 4   | 2   | 2   | 4   | 4   | —  | —  | — | —  | —  |
| 2014–15    | Anaheim Ducks         | NHL        | 30  | 2   | 6   | 8   | 12  | —  | —  | — | —  | —  |
| 2014–15    | Columbus Blue Jackets | NHL        | 8   | 4   | 0   | 4   | 4   | —  | —  | — | —  | —  |
| 2015–16    | Columbus Blue Jackets | NHL        | 49  | 3   | 5   | 8   | 38  | —  | —  | — | —  | —  |
| 2016–17    | Colorado Avalanche    | NHL        | 65  | 12  | 6   | 18  | 56  | —  | —  | — | —  | —  |
| 2017–18    | Djurgårdens IF        | SHL        | 35  | 13  | 9   | 22  | 34  | 0  | 0  | 0 | 0  | 0  |
| NHL totalt | NHL totalt            | NHL totalt | 725 | 163 | 153 | 316 | 584 | 27 | 11 | 4 | 15 | 59 |
| SHL totalt | SHL totalt            | SHL totalt | 35  | 13  | 9   | 22  | 34  | 0  | 0  | 0 | 0  | 0  |

### Internationellt
| År     | Lag    | Turnering |   | Matcher | Mål | Assist | Poäng | Utv |
| ------ | ------ | --------- | - | ------- | --- | ------ | ----- | --- |
| 2010   | Kanada | VM        | 7 | 1       | 1   | 2      | 14    |     |
| Totalt | Totalt | Totalt    | 7 | 1       | 1   | 2      | 14    |     |

## Meriter
| Pris                                | År      |       |
| ----------------------------------- | ------- | ----- |
| Junior                              |         |       |
| AJHL All-Rookie Team                | 1999–00 |       |
| AHL                                 |         |       |
| Dudley "Red" Garrett Memorial Award | 2004–05 | [ 2 ] |
| AHL All-Rookie Team                 | 2004–05 |       |